# المواطن الأوروبي الفخري
المواطن الأوروبي الفخري هي جائزة فخرية يمنحها المجلس الأوروبي التابع للاتحاد الأوروبي للأعمال غير العادية التي تحسن التنسيق الأوروبي. تم منح هذه الجائزة لثلاثة أشخاص هم:
| الصورة | الاسم     | تاريخ المنح                                                             | المرجع |
| ------ | --------- | ----------------------------------------------------------------------- | ------ |
|        | جان موني  | 2 نيسان / أبريل 1976، خلال اجتماع المجلس في لوكسمبورغ.                  | [ 1 ]  |
|        | هلموت كول | 11 كانون الأول / ديسمبر 1998، خلال اجتماع المجلس في فيينا.              | [ 2 ]  |
|        | جاك ديلور | 25 حزيران / يونيو 2015، بسبب مساهماته المهمة في تطوير المشروع الاوروبي. | [ 3 ]  |